# ألفرد شتوغر
ألفرد شتوغر (بالألمانية: Alfred Stöger)‏ (و. 1900 – 1962 م) هو منتج أفلام، ومخرج أفلام نمساوي، توفي عن عمر يناهز 62 عاماً.

## وصلات خارجية
- ألفرد شتوغر على موقع IMDb (الإنجليزية)
- ألفرد شتوغر على موقع أول موفي (الإنجليزية)
- ألفرد شتوغر على موقع قاعدة بيانات الأفلام السويدية (السويدية)
- ألفرد شتوغر على موقع قاعدة بيانات الفيلم (الإنجليزية)
- ألفرد شتوغر على موقع كينوبويسك (الروسية)